# Limnodriloides bipapillatus
Limnodriloides bipapillatus är en ringmaskart som beskrevs av Erséus 1984. Limnodriloides bipapillatus ingår i släktet Limnodriloides och familjen glattmaskar. Inga underarter finns listade i Catalogue of Life.